# Tomáš z Kluže

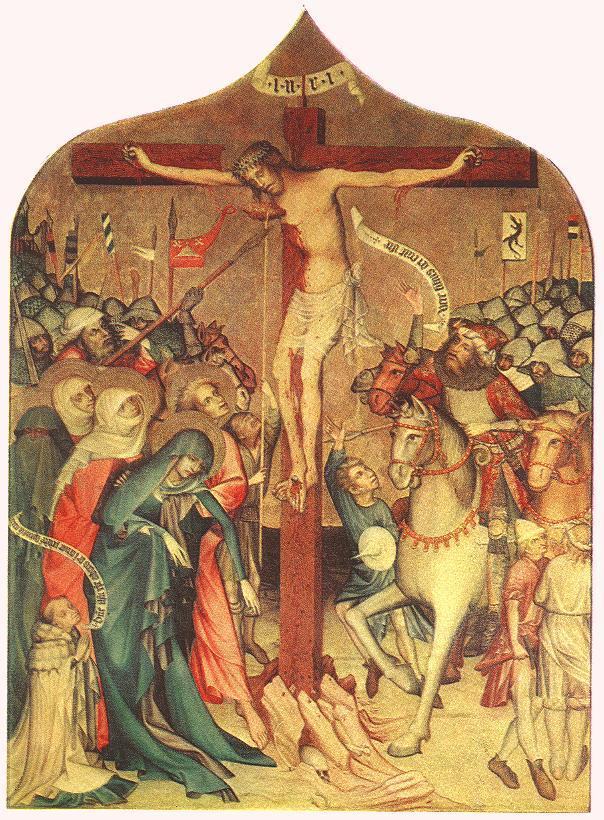
Obraz Tomáše z Kluže, r. 1427

Tomáš z Kluže (maď. Kolozsvári Tamás, ang. Thomas of Coloswar) byl gotický malíř, aktivní kolem roku 1420, který přišel do Uher pravděpodobně z Prahy. Je autorem křídlového oltáře z benediktinského kláštera v Hronském Beňadiku.

## Život
O životě malíře není nic známo. Marosi předpokládá, že patřil k poslední předhusitské generaci malířů v Praze.  Podle Cidlinské byl obeznámen s jihoněmeckým malířstvím, českým krásným slohem a navštívil Itálii nebo znal italské umění zprostředkovaně. Patřil ve své době ke známým umělcům, protože objednávka oltáře pocházela od významného církevního hodnostáře, jehož jméno bylo uvedeno na již nezachované predele. Mikuláš ze sv. Beňadika, syn Petra zvaného Petö, který je jako donátor vyobrazen ve scéně Ukřižování, byl lektorem a kanovníkem chrámu v Györu a kantorem královské kaple v Budíně. Měl kontakt s královským dvorem za vlády Zikmunda Lucemburského, kde mohl oltář od Tomáše z Kluže objednat. 

## Dílo
Tomáš z Kluže je autorem třídílného křídlového oltáře s Ukřižováním z benediktinského kláštera v Hronském Beňadiku (datován 1427, nyní v Keresztény Múzeum, Esztergom), který patří k nejkvalitnějším dílům gotického umění, které na Slovensku vzniklo.
Centrální částí oltáře je mnohafigurová scéna Ukřižování, kde je zřejmě císař a uherský král Zikmund Lucemburský zobrazen na pravé straně jako centurion, vlevo je klečící donátor (Petösfia Miklóst). Na křídlech oltáře jsou čtyři pašijové scény – vlevo Kristus na hoře Olivetské a Nesení kříže, vpravo Modlitba Panny Marie a Zmrtvýchvstání Krista. Nezvykle ukončená horní část střední tabule ve tvaru oslího hřbetu je původem z Itálie nebo jižního Německa.
Na zadní straně oltářních křídel jsou scény ze života svatých, kteří mají přímý vztah k donátorovi: sv. Benedikt v jeskyni, sv. Jiljí (Egidius) s laní a sv. Mikuláš a zázrak s obilím. Čtvrtý obraz je ztracen, stejně jako predela, kterou zničil požár roku 1905.
Tomáš z Kluže představuje svou stylizací malby pozdní fázi měkkého slohu. Charakteristický je zájem o přírodu a velký smysl pro detail při znázornění stromů, trávy a drobných předmětů. Jeho postavy jsou citlivě zasazeny do prostředí, mají nenucený přirozený pohyb a jsou komponovány tak, aby vyjadřovaly smysl zobrazeného děje. Tváře nejsou ještě příliš individualizované, ale mají jemné rysy a držením těla a gesty vypovídají o lidských citech a náladách. Dlouhé splývavé oděvy jsou měkce modelované a stuhy s nápisy se vinou v půvabných vlnovkách. Tomáš z Kluže je suverénní malíř a linie kresby jsou pevné, ušlechtilé a jemné. Používá širokou škálu barev, zejména v hlubších teplých tónech.
Malířský styl Tomáše z Kluže je nejblíže tzv. Kapucínskému cyklu, Ambraskému sborníku a českému rukopisu Martyrologia z Gerony. 